# Old Leighlin
Old Leighlin ou Oldleighlin (en irlandais : Seanleithghlinn), est un village, une paroisse civile (en) et un townland du comté de Carlow, en Irlande. Le village est situé à 3,5 km à l'ouest de Leighlinbridge.

## Histoire
Saint Goban (en) y fonda un établissement monastique vers la fin du VIe qu'il céda à saint Lasérian (ou Molaise), qui en fit le siège d'un établissement épiscopal, qu'il présida jusqu'à sa mort en 639. L'établissement devint l'un des plus importants du Leinster, avec 1 500 moines en résidence. 
En 630 après J.-C., un synode a décidé que l'Église irlandaise devait suivre les conventions de datation romaines plutôt que celtiques pour déterminer la date de Pâques.
La cathédrale Saint-Lasérian était la cathédrale du diocèse de Leighlin, aujourd'hui fusionné avec les diocèses voisins au sein de l'Église d'Irlande. Elle porte le nom de Lasérian de Leighlin (ou Molaise) et a été construite sur le site d'une ancienne église monastique fondée en 632. C'est l'une des plus petites cathédrales médiévales irlandaises. À proximité se trouvent un puits sacré, qui est toujours vénéré, et une petite croix haute à roues en granit, non décorée, avec des moulures sur les bords.
Le prieuré fut pillé en 916, 978 et 982, et totalement détruit par un incendie en 1060. Situé dans une région dépeuplée et désolée, il a fréquemment offert refuge et assistance aux Anglais, en reconnaissance de quoi Édouard III accorda au prieur un concordat en 1372. Ce prieuré fut dissous par le pape Eugène IV, en 1432, et ses possessions annexées au doyenné de Leighlin.
La circonscription parlementaire d'Old Leighlin à la Chambre des communes irlandaise d'avant 1800 était un arrondissement épiscopal où l'évêque de Ferns et Leighlin de l'Église d'Irlande contrôlait la sélection des deux membres du Parlement.